# ポール＝エミール・デトゥーシュ
ポール＝エミール・デトゥーシュ（Paul-Émile Destouches、姓は Détoucheとも、1794年12月13日 - 1874年7月11日）は、フランスの画家。

## 略歴
パリで画家のフランソワ・デトゥーシュ(François Détouche: 1751-1821)の息子に生まれた。ピエール＝ナルシス・ゲランやジャック＝ルイ・ダヴィッド、アントワーヌ＝ジャン・グロらから絵を学んだ。アンヌ＝ルイ・ジロデ＝トリオゾンにも学んだ。1817年からパリのサロンに出展をはじめ、1819年と1927年のサロンでメダルを受賞した。
19世紀初めに流行したトルバドゥール様式と呼ばれる中世の騎士物語などを題材に描いた作品から出発し後に風俗画を描くようになった。デトゥーシュの作品はは版画で出版されたが原画が残っていない作品も多い。

## 作品

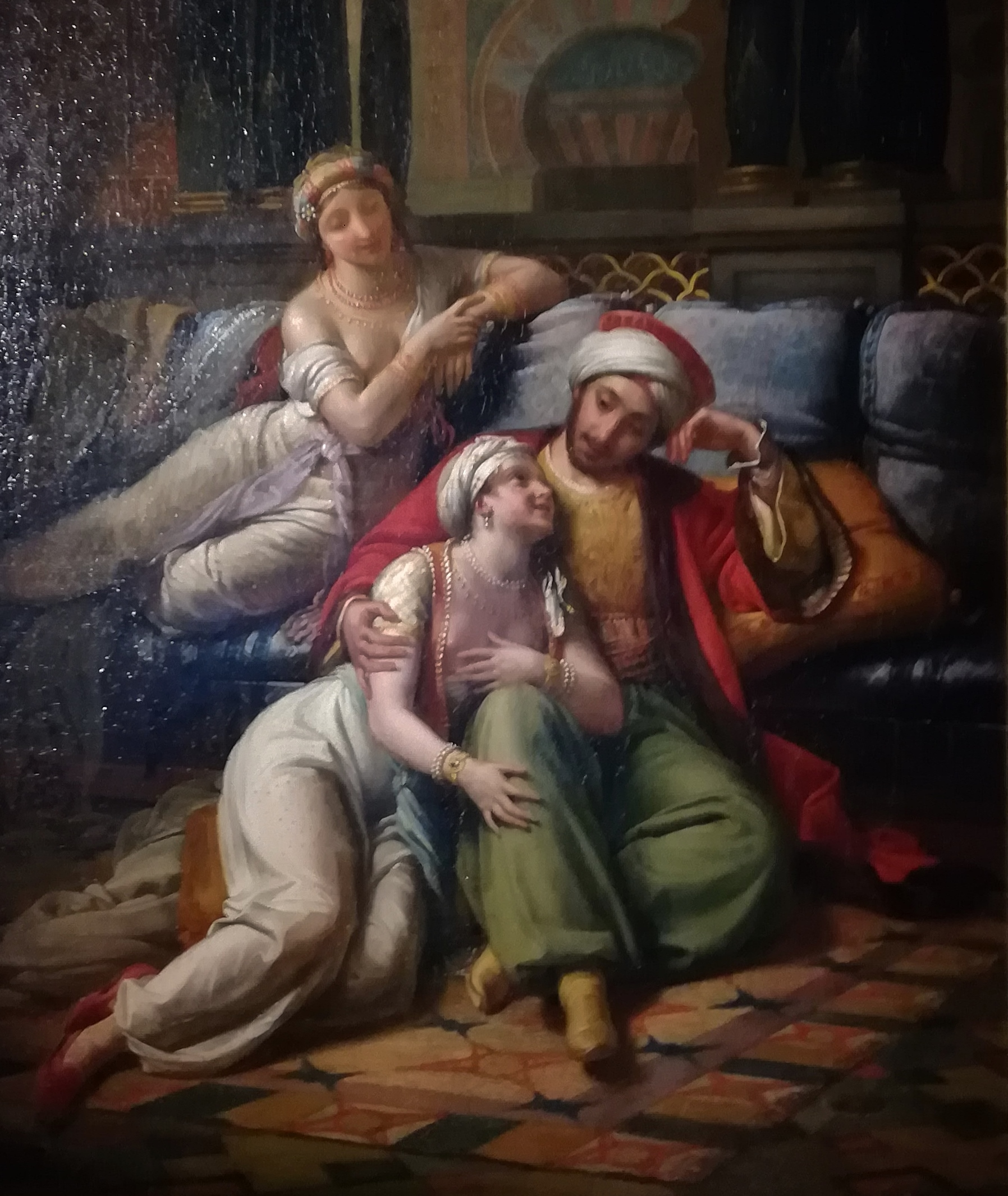
シェヘラザード (1824)
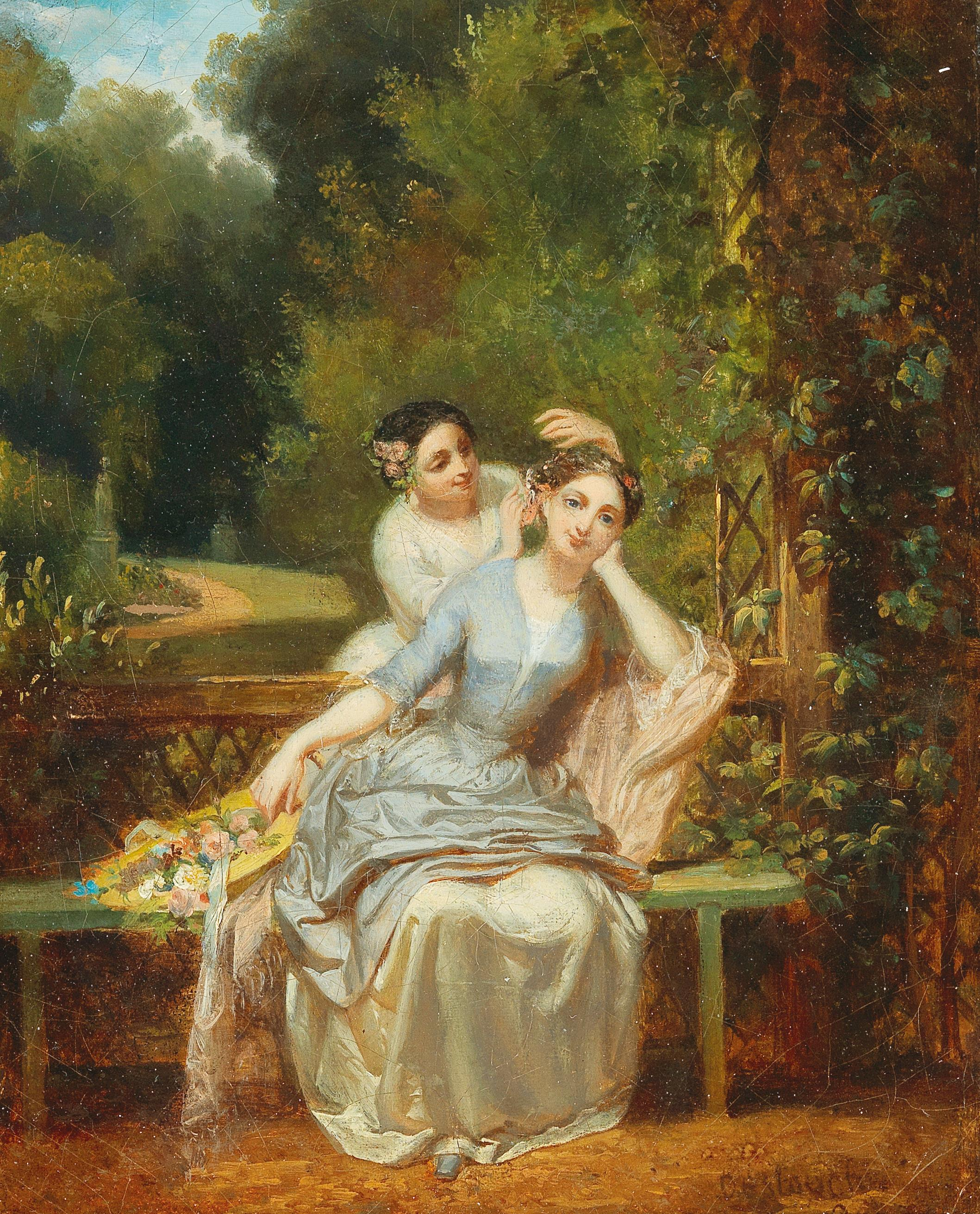
友人　(1844)